# Himmerland Rundt 2014
La 4e édition du Himmerland Rundt a eu lieu le 3 mai 2014. Elle a été remportée par le Danois Magnus Cort Nielsen.

## Classement final
Magnus Cort Nielsen remporte la course en parcourant les 189 kilomètres en 4 h 32 min 36 s à la vitesse moyenne de 41,709 km/h,.